# Ւ
Das Hiwn (Ւ und ւ) war bis zu den armenischen Rechtschreibreformen 1922–1924 der 34. Buchstabe des ostarmenischen Alphabets und ist weiterhin der 34. Buchstabe des westarmenischen. Der Buchstabe stellt den Laut [⁠v⁠] oder (im klassischen Armenisch) [⁠u⁠] dar und wird im Deutschen mit dem Buchstaben W (oder U) transkribiert. Durch die Reformen wurde er im Ostarmenischen ersetzt durch den Digraphen Ու.
Es ist dem Zahlenwert 7000 zugeordnet. 

## Zeichenkodierung
Das (alte) Hiwn ist in Unicode an den Codepunkten U+0552 (Großbuchstabe) bzw. U+0582 (Kleinbuchstabe) zu finden.